# Ахтямов, Якуб Ахмедович
Яку́б Ахме́дович Ахтя́мов (тат.  Якуп Әхтәмев) (23 января 1911, Семипалатинск, Восточно-Казахстанская область, Российская империя — 30 декабря 2003, Челябинск) — создатель вермикулитовой промышленности в СССР, заслуженный изобретатель РСФСР (1988).

## Биография
Якуб Ахтямов родился в семье ахуна приграничного города Зайсан Ахмед-Заки Ахтямова. В 1920 году, когда Зайсан был взят частями Красной армии, глава семьи отправил жену и семерых детей к своей сестре в Ташкент, а сам переехал в Семипалатинск. Занял должность имама в семипалатинской мечети № 2.
1927—1929 — Переезд Я. Ахтямова к старшей сестре, в уральский город Троицк. Учёба в школе-семилетке. Жизнь в семье сестры. Работа учеником слесаря на консервном заводе. Заочное окончание двухгодичных курсов по подготовке в вуз.
1930 — Возвращение в Ташкент. Работа на заводе «Ташсельмаш».
1931 — Поступление по направлению ЦК комсомола Узбекистана в Ленинградский политехнический институт. Нелегальная встреча с отцом.
1936 — Окончание института с красным дипломом по специальности «Металлург по обработке металлов давлением». Параллельно — окончание машиностроительного факультета того же института. Отказ от предложения учёбы в аспирантуре из-за боязни выяснения социального происхождения. Отъезд в Магнитогорск. Работа прорабом механико-монтажного цеха на Магнитогорском металлургическом комбинате.
1938 27 октября — Арест. Обыск. Тюрьма магнитогорского НКВД. Следователи: Степанов, Назаров, Пушков. Допросы. Очная ставка. Угрозы. Избиения. Пытки. Отказ признать себя виновным.
1940 26 января — Окончание следствия. Ознакомление с приговором Особого Совещания при НКВД: 3 года ИТЛ (осуждение по ст.ст. 58-6-8-11 УК РСФСР).
Отправка в товарных вагонах в Красноярский край. Челябинская пересыльная тюрьма. Помощь детям-заключенным. Их судьбы. Новосибирская пересылка. Прибытие в лагерь в Канске. Условия содержания заключённых. Работа в леспромхозе. Помощь бригадира Николая Ивановича Петрова. Подача Я. А. Ахтямовым рационализаторских предложений. Перевод после их внедрения на инженер-но-техническую работу в леспромхозе.
1940 май — 1941 июнь — Перевод в другой лагерь Красноярского края. Работа на строительстве жилых бараков, затем — здания гидролизного завода. Перевод на работу по организации механической мастерской. Разработка уникального проекта монтажа автоклавов. Распоряжение руководства НКВД Красноярского края об обеспечении Я. А. Ахтямова качественным питанием без ограничений и выдаче ему нового обмундирования. Назначение прорабом мехмонтажа завода и начальником механического цеха.
1941 22 июня — Получение отказа в ответ на просьбу отправить добровольцем на фронт.
1941 27 октября — Окончание срока заключения. Ознакомление с решением Особого Совещания при НКВД о продлении срока на 3 года «за антисоветские поступки в местах заключения». Расконвоирование.
1944 28 октября — Окончание второго срока. Освобождение. Принятие предложения остаться на прежней работе в системе Промстроя НКВД СССР по вольному найму.
1944 декабрь — 1948 — Выезд по распоряжению управления НКВД в Нижний Тагил на монтаж обжимного прокатного стана (блюминга). Работа начальником монтажа в тресте «Тагилстрой». Переписка с матерью, родными. Приезд сестры. Знакомство и брак с Наилей Нурисламовной Бабичевой, студенткой педагогического института (р. 1924). Переезд с женой в Ташкент. Встреча с родными. Работа на ситцепечатной фабрике Ташкентского текстильного комбината.
1949 — Переезд в Челябинск. Работа начальником кузнечно-прессового цеха на военном заводе. Ликвидация развала производства. Рождение сына Рашида. Анонимное письмо в НКВД о работе на военном заводе бывшего «врага народа». Увольнение с работы. Предписание сдать квартиру и покинуть город в 48 часов. Переезд в Ташкент. Работа инженером-куратором завода в тресте «Средазгидро-энергострой».
1952 — Отъезд семьи из Ташкента в связи с болезнью жены. Приезд в Челябинск. Отказ директора завода друга молодости К. Бурцева в приёме на работу как бывшего «врага народа». Работа начальником мехмастерской в управлении «Стальконстсрукция». Перевод на должность главного инженера базы механизации треста «Челябметаллургстрой». Научная работа в Уральском НИИ строительных материалов.
1957 — Реабилитация.
Переход на работу в Уральский филиал Академии строительства и архитектуры (ныне УралНИИстром).
1961 — Создание лаборатории по исследованию вермикулита и руководство этой лабораторией.
1971 — Защита диссертации на соискание степени кандидата технических наук.

## Семья и дети
- Жена — Бабичева Наиля Нурисламовна.
- Сын Рашид (1949−) — изобретатель.
- Дочь Галия — музыкант.

## Награды и премии
- 1979 — Присуждение премии Совета Министров СССР за «Исследование, разработку технологии и внедрение в народное хозяйство вермикулита и изделий на его основе».

Написание и публикация более ста пятидесяти научных трудов, монографий. Получение 54 авторских свидетельств и 7 патентов на изобретения, в том числе в США (1 патент USA № 4519777 от 28 мая 1985).
- 1988 — Присвоение звания заслуженного изобретателя РСФСР.
- Награждён медалями ВДНХ: бронзовой в 1977, серебряной - в 1964, золотой - в 1989 г.